# Casa de los Jaenes
La Casa de los Jaenes, o Casa de la Inquisición, es un edificio de la localidad española de La Guardia, en la provincia de Toledo. Cuenta con el estatus de Bien de Interés Cultural.

## Descripción
El inmueble se ubica en el número 3 de la plaza de la Constitución —antigua plaza de los Mártires— de la localidad toledana de La Guardia, en Castilla-La Mancha. La Casa de los Jaenes, también conocida como «Casa de la Inquisición» o «Casa de D. Eulogio», perteneció a la familia de los Jaenes, de donde proviene el nombre atribuido tradicionalmente a la plaza donde se encuentra situado el inmueble. El edificio fue mandado construir por Sebastián de Huerta, secretario general de Inquisición, natural de La Guardia.

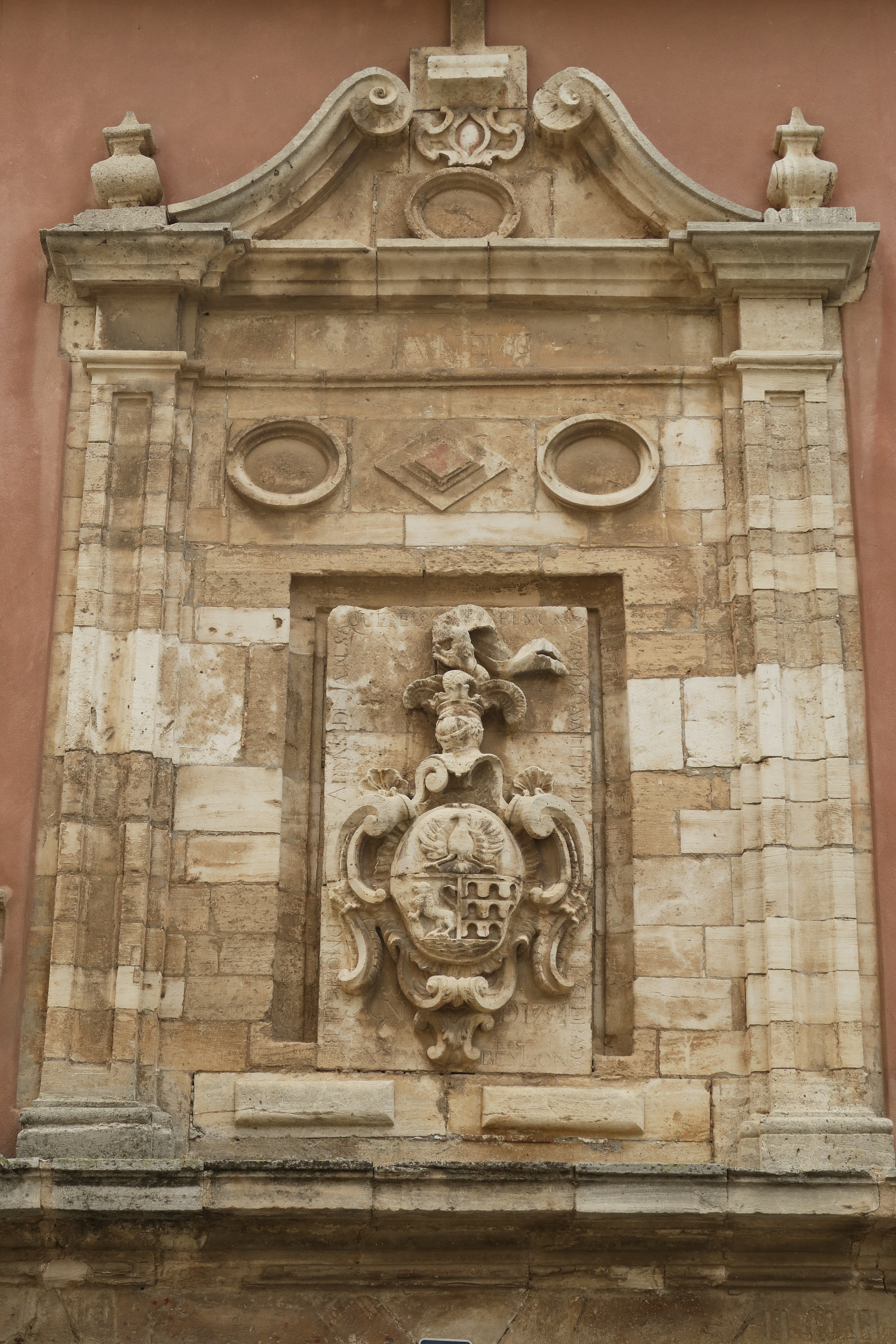
Escudo sobre la puerta

Aunque el escudo heráldico conservado en la fachada expresa de forma manifiesta que los Jaenes fueron armados caballeros de la Espuela Dorada por Carlos V, el edificio fue levantado en el siglo XVIII, según consta también en la fachada, donde pueden observarse las fechas de 1736 y 1754. En ambos casos, el tercer dígito plantea problemas de lectura, pudiéndose interpretar como un 5 o un 9, respectivamente.
Un elemento notable del edificio es la portada. Las fechas que aparecen consignadas en ella coinciden con el desarrollo y tratamiento de los esquemas del estilo Barroco avanzado, tales como el desinterés por conectar los dos cuerpos de la misma o como la utilización de pilastras en su cuerpo inferior, en lugar de columnas. Se trata en líneas generales de una portada barroca del siglo XVIII que mantiene algún resabio manierista, pero que se inserta dentro del grupo de portadas barrocas toledanas. Está realizada en piedra y se conserva en buen estado, a excepción de tres o cuatro hiladas de sillares situados en la parte inferior de la jamba izquierda y dos hiladas en la derecha. Su organización responde a la utilización de dos cuerpos de desiguales proporciones.
El primer cuerpo está compuesto por pilastras y contrapilastras en grabación decreciente antes de incorporarse al muro. Sobre el dintel de la puerta, a modo de entablamento, se halla una inscripción en la que se lee la fecha de 1736 o 1756. Las pilastras soportan una cornisa volada y quebrada, que en sus extremos va decorada por pivotes apiramidados.
El segundo cuerpo está formado también por pilastras y en gradación decreciente, que enmarca un paramento rehundido en su parte central, de forma rectangular, donde se sitúa el escudo heráldico ya mencionado. Remata este segundo cuerpo una cornisa, ligeramente volada, sobre la cual se desarrolla un frontón partido que remata en volutas que sirven de apoyo a una cruz. La portada descrita se abre en un paramento de piedra compuesto por zócalos de sillares, estando realizado el resto en sillarejo, enfoscado parcialmente en almagra.

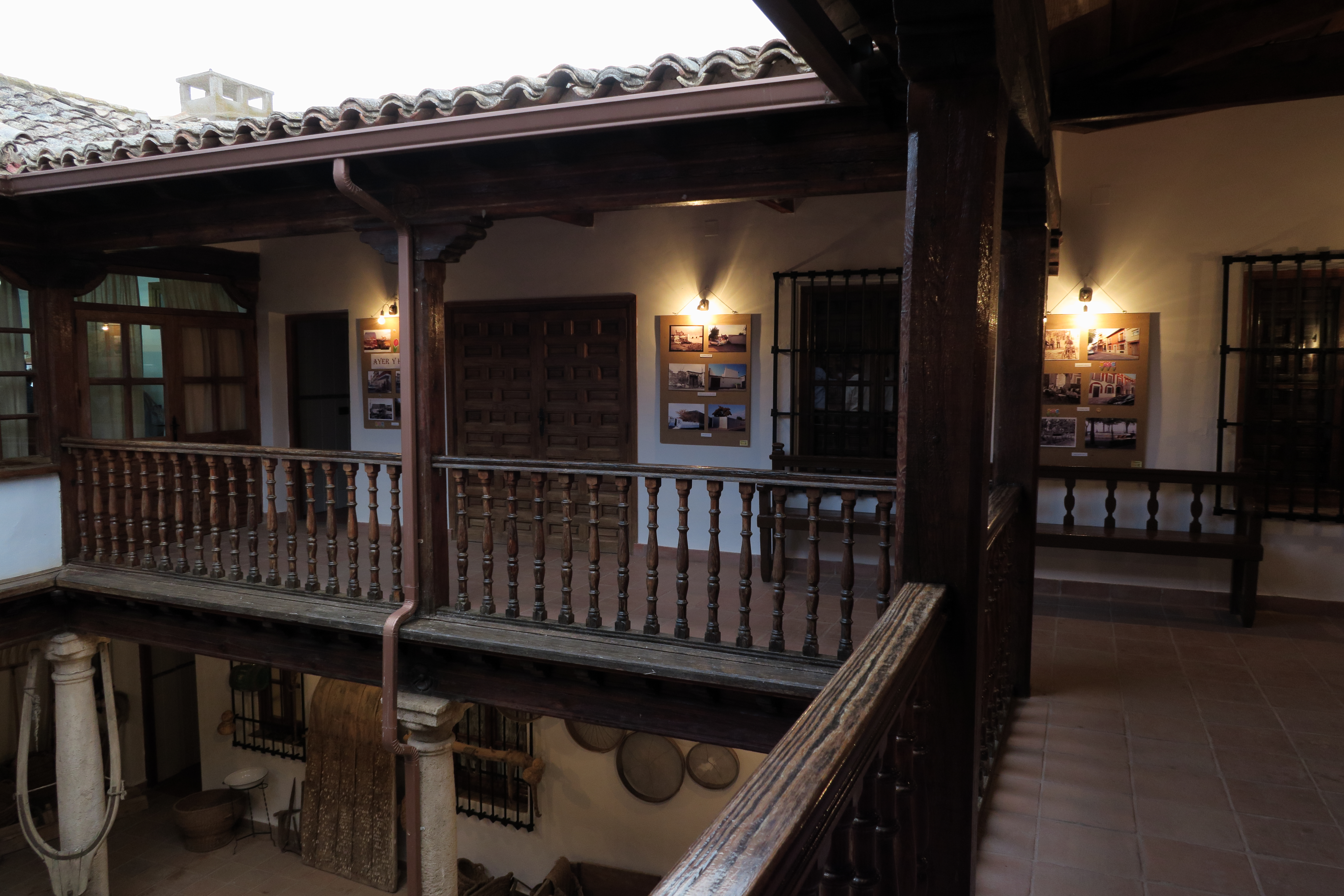
Vista del patio interior, segundo piso.

Una vez franqueada la puerta se accede por un breve zaguán a un patio columnado alrededor del cual se organiza la vivienda de dos plantas, contando además con un tercer piso que ocupa uno de los lados del rectángulo descrito por la planta del edificio y sótano. A todo ello se suman las diversas dependencias destinadas a servicios.
El patio, también de forma rectangular, presenta columnas toscanas. Todas ellas, salvo una, tienen fuste monolítico, con ligero éntasis y collarino doble. Se elevan sobre pinto y basa, teniendo como remate capitel toscano y ábaco ligeramente desarrollados. La estructura del segundo piso es de madera, con pies derechos rematados en zapatas que soportan una techumbre de madera, que, a modo de corredor, rodean el patio. Tres de los lados presentan balaustrada de madera con talla bastante tosca.
Una de las habitaciones del inmueble conserva restos de pintura en paredes y cubierta, que se pueden fechar hacia fines del siglo XIX o comienzos del XX.

## Estatus patrimonial
El edificio fue declarado bien de interés cultural, en la categoría de monumento, el 26 de noviembre de 1991, mediante un decreto publicado el día 18 de diciembre de ese mismo año en el Diario Oficial de Castilla-La Mancha (DOCM).